# Gephyromantis klemmeri
Espèce
Synonymes
- Mantidactylus klemmeri (Guibé, 1974)

Statut de conservation UICN

 EN B1ab(iii) : En danger
Gephyromantis klemmeri est une espèce d'amphibiens de la famille des Mantellidae.

## Répartition

Aire de répartition de Genre espèce.

Cette espèce est endémique de Madagascar. Elle se rencontre entre 600 et 900 m d'altitude dans le nord-est de l'île. Sa présence est incertaine dans la presqu'île de Masoala,.

## Description
Gephyromantis klemmeri mesure de 20 à 21 mm pour les mâles et de 21 à 26 mm pour les femelles. Son dos est vert olive avec des barres transversales sombres. Ses pattes antérieures sont rayées de sombre. Les mâles ont une paire de sacs vocaux et des glandes fémorales proéminentes.

## Étymologie
Cette espèce est nommée en l'honneur de Konrad Klemmer.

## Publication originale
- Guibé, 1974 : Batraciens nouveaux de Madagascar. Bulletin du Museum National d'Histoire Naturelle, sér. 3, Zoologie, vol. 171, p. 1169-1192 (texte intégral).